# ألبرت سميث وايت
ألبرت سميث وايت (بالإنجليزية: Albert Smith White) هو محامي وقاضي وسياسي أمريكي، ولد في 24 أكتوبر 1803 في مقاطعة أورانج في الولايات المتحدة، وتوفي في 4 سبتمبر 1864 في الولايات المتحدة. حزبياً، نشط في حزب اليمين والحزب الجمهوري. وقد انتخب عضو مجلس نواب إنديانا وانتخب عضو مجلس النواب الأمريكي وانتخب عضو مجلس الشيوخ الأمريكي.